# Giorgio Bernini
Giorgio Bernini (Bolonia, 9 de noviembre de 1928-Ibidem., 21 de octubre de 2020) fue un jurista, académico y político italiano. 

## Biografía
Giorgio Bernini se licenció en derecho en 1950; fue abogado desde 1951 y casacionista desde 1965. También fue profesor universitario en Ferrara (1964-1966), Padua (1966-1970) y en otras universidades extranjeras.
Colaboró en varias ocasiones con la ONU: fue miembro de la comisión de Derecho Mercantil Internacional (1969-1972) y de la organización no gubernamental de las Naciones Unidas (1986-1994), de la que fue presidente honorario.
Elegido para la Cámara de Diputados en 1994 con el Polo de las Libertades, fue Ministro de Comercio Exterior en el primer gobierno de Berlusconi. En 1996 dejó la política.
En 1999 dimitió de la Autoridad de Defensa de la Competencia para poder volver a su profesión de abogado de forma privada. En 2001 fue nombrado presidente de la Red Ferroviaria Italiana y vicepresidente de la Confindustria de Lazio.
Bernini falleció el 21 de octubre de 2020. Fue el padre de la política Anna Maria Bernini.